# Ізохрона (астрономія)

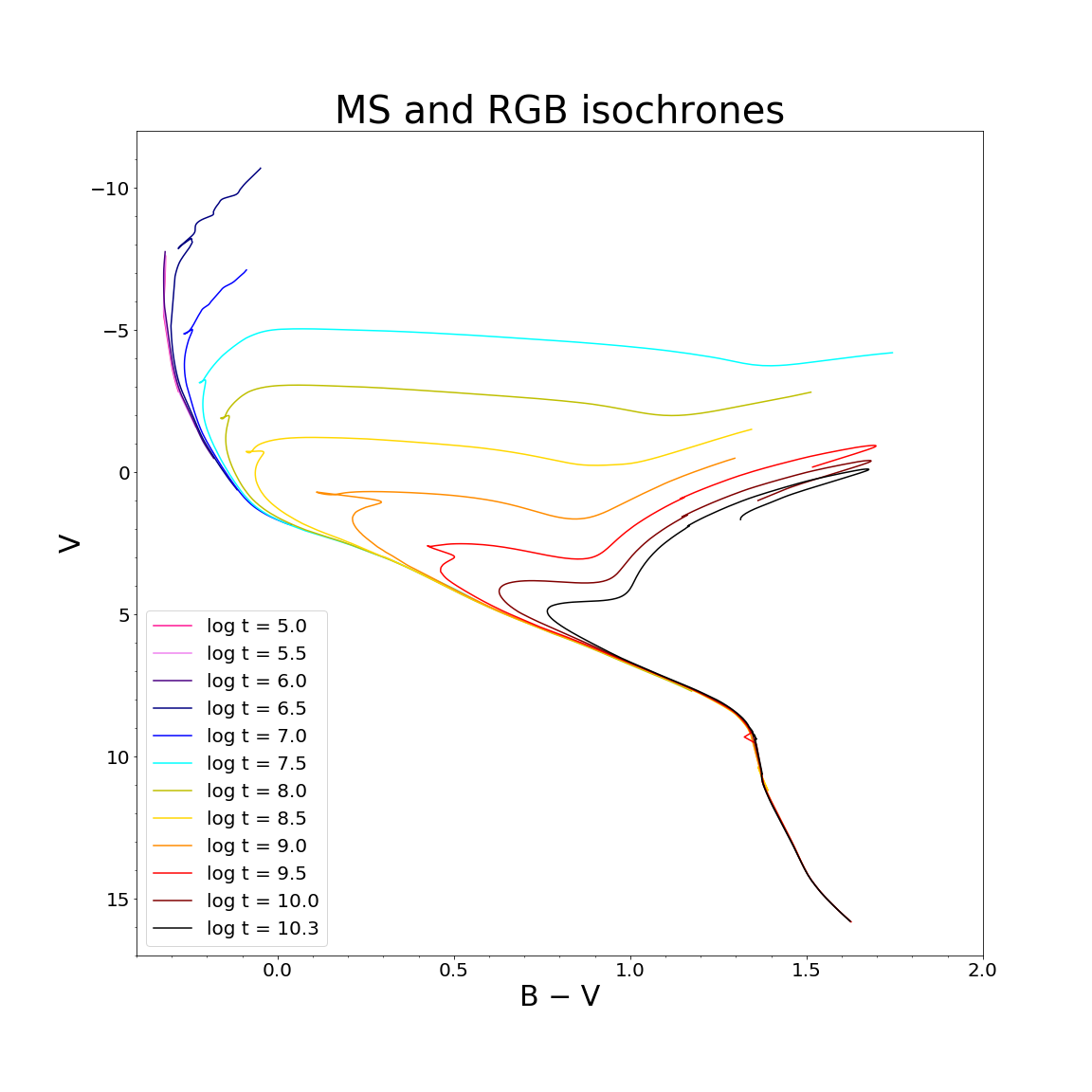
Ізохрони зоряних населення із сонячним хімічним складом, та з різним віком: зверху вниз — від 100 тис. років до 19 млрд років. Показані лише головна послідовність та гілка червоних гігантів. На легенді вказано десятковий логарифм віку у роках

Ізохрони (від дав.-гр. ἴσος — «рівний» і χρόνος — «час») — теоретичні криві в астрономії, що сполучають на діаграмі Герцшпрунга — Рассела положення зір одного віку і хімічного складу, але різної маси. На діаграмах Герцшпрунга — Расселла для зоряних скупчень зорі зазвичай вишиковуються вздовж певних ізохрон, що можна використовувати для визначення параметрів скупчень, таких як вік та металічність.

## Опис

Діаграма Герцшпрунга — Рассела для різних розсіяних скупчень

Діаграма Герцшпрунга — Рассела зображує розподіл зір за світностями і температурами.
Найпростіша модель зоряного населення з погляду еволюції передбачає, що зорі у ній сформувалися одночасно з однакової речовини, а відрізняються лише масою. Оскільки зорі різної маси еволюціонують з різною швидкістю, то при однаковому віці вони будуть перебувати на різних еволюційних стадіях, а на діаграмі Герцшпрунга — Рассела вишикуються вздовж кривої, яка називається ізохронною. Дана модель, незважаючи на простоту, добре описує зоряні скупчення: на діаграмах для них більшість зір дійсно розташовані вздовж ізохрон, хоч деякі зорі, утворені пізніше, можуть лежати лівіше від ізохрони (так звані блакитні приблуди).
Частини ізохрони називають відповідно до еволюційної стадії зір, які в ній розташовані. Чим масивніша зоря, тим швидше вона еволюціонує, і, як правило, тим вона яскравіша. У нижній своїй частині ізохрони приблизно повторюють головну послідовність, бо легкі зорі ще не встигли достатньо проеволюціонувати, щоб зійти з неї. У верхній частині ізохрони, навпаки, знаходяться масивні зорі, які вже достатньо проеволюціонували і відвернули від головної послідовності праворуч, в область гігантів. Місце, де ізохрона відходить від головної послідовності, називається точкою повороту. Строго кажучи, точка повороту визначається як місце, де ізохрона іде вертикально. При цьому для ізохрони молодого віку може існувати й помітне відхилення нижньої частини від головної послідовності: це пов'язано з тим, що молоді зорі малої маси ще не встигають завершити своє зореутворення і вийти на головну послідовність.

Чим старша ізохрона, тим нижче і правіше знаходиться її точка повороту, оскільки з часом все менш масивні зорі встигають зійти з головної послідовності. При однаковому віці ізохрони зоряних населень з різною металічністю теж виглядають по-різному: при вищій металічності ізохрони зсуваються праворуч і вниз.

Різні ізохроні
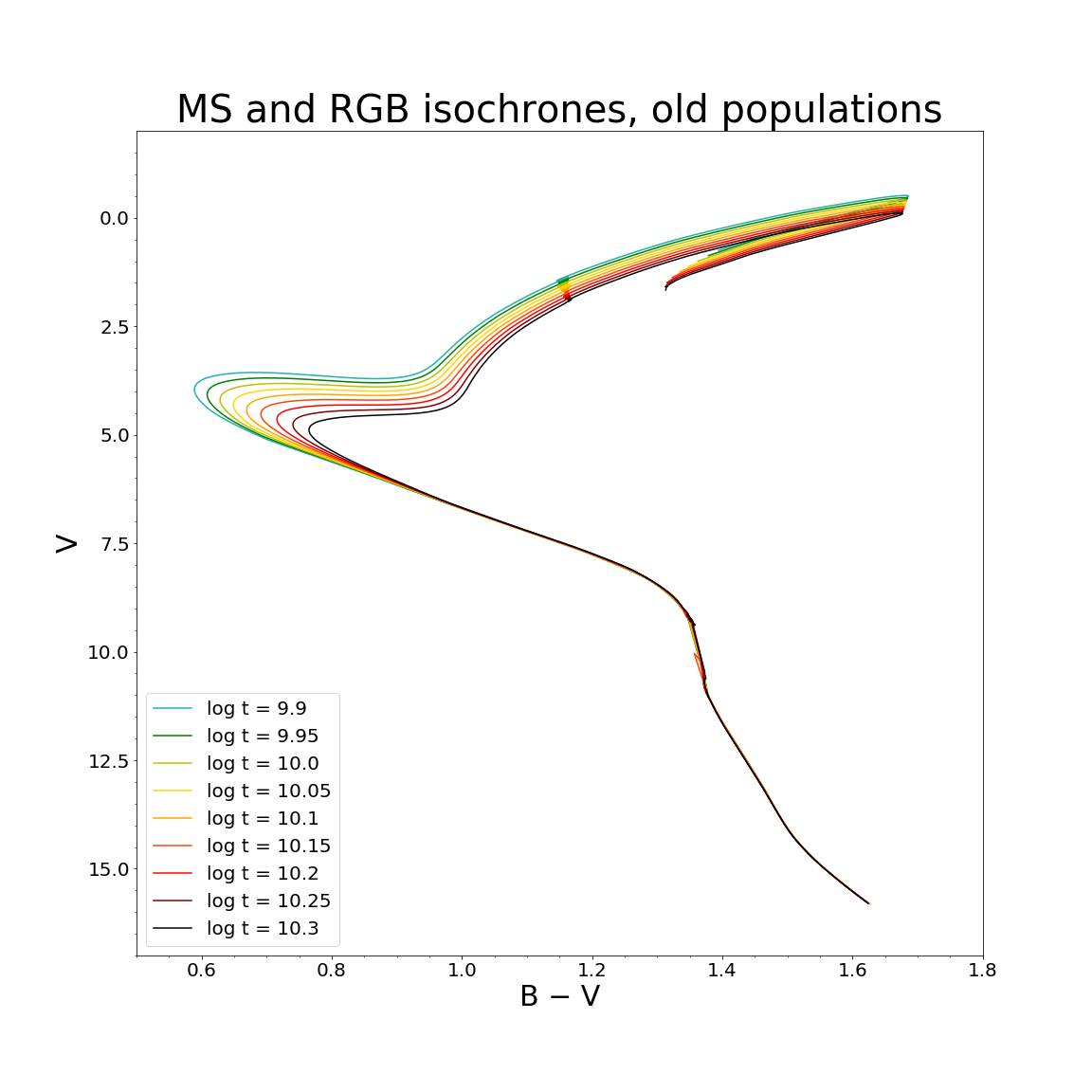
Ізохрони старого віку: від 8 до 19 млрд років
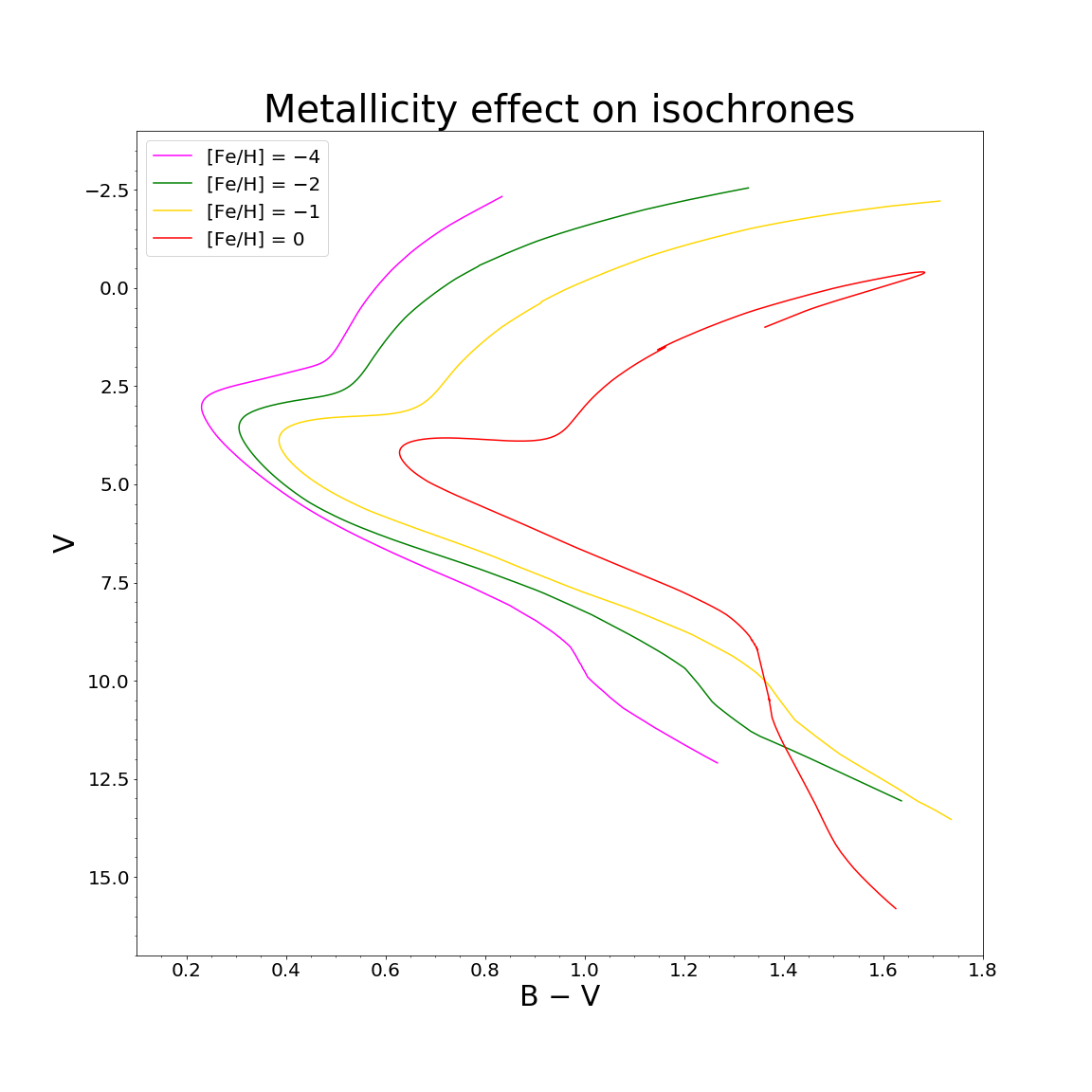
Ізохрони віком 10 мільярдів років з різною металічністю: від −4 до 0, зліва направо
Еволюційні треки протозір різної маси до виходу на головну послідовність (синій колір) та їх ізохрони (відмічені різними кольорами)

## Використання
Аналіз діаграми Герцшпрунга — Рассела для зоряного скупчення і порівняння її з теоретично розрахованими ізохронами дає можливість визначити його вік і металічність, а також відстань до нього.
Для розрахунку ізохрони із певними параметрами необхідно вибрати початковий хімічний склад зір. Наприклад, якщо моделюються зорі певного скупчення, вміст важких елементів можна визначити за інтенсивністю спектральних ліній відповідних елементів. Для моделей зір з різною масою можна обчислити їх положення на головній послідовності, а потім, розв'язуючи для них рівняння зоряної структури, визначати параметри моделей для будь-якого віку. Нанесши світності та кольори кожної моделі зорі на діаграму Герцшпрунга — Рассела, можна отримати ізохрону необхідного віку. Якщо вік ізохрони і хімічний склад моделі відповідає віку і хімічному складу зоряного скупчення, а самі фізичні моделі зір адекватні, то ізохрона виявиться близькою до розподілу зір на діаграмі, що спостерігається в скупченні. Таким чином, порівняння ізохрони з реальними спостереженнями також дозволяє перевірити, наскільки добре моделі описують фізичні параметри зір.